# Dompierre-du-Chemin
Dompierre-du-Chemin (bret. Dompêr-an-Hent) – miejscowość i dawna gmina we Francji, w regionie Bretania, w departamencie Ille-et-Vilaine. W 2013 roku populacja ówczesnej gminy wynosiła 590 mieszkańców. Nazwa miejscowości pochodzi od imienia św. Piotra. 
W dniu 1 stycznia 2019 roku z połączenia dwóch ówczesnych gmin – Dompierre-du-Chemin oraz Luitré – powstała nowa gmina Luitré-Dompierre. Siedzibą gminy została miejscowość Luitré. 